# Helmuts Balderis
Temple de la renommée de l'IIHF : 1998
Helmuts Balderis, né le 31 juillet 1952 à Riga en République socialiste soviétique de Lettonie, est un joueur professionnel soviétique de hockey sur glace qui joua au poste d'ailier droit. Il est fait officier de l'ordre des Trois Étoiles par la présidente de la Lettonie Vaira Vīķe-Freiberga en 2002.

## Biographie
Balderis joua dans le Championnat d'URSS de hockey sur glace pour le Dinamo Riga de 1969 à 1977, puis de 1980 à 1985, et avec le CSKA Moscou entre ces deux périodes. Il fut meilleur marqueur de la ligue en 1977 et 1983, et mérita le titre de MVP de la ligue en 1977. Il fut le meilleur joueur letton des décennies 70 et 80 et le plus prolifique marqueur de Lettonie, totalisant 333 buts dans le championnat soviétique.
Helmuts Balderis joua pour l'Équipe d'URSS de hockey sur glace, se retrouvant du côté des perdants lors du Miracle sur glace de 1980, mais remportant les Championnats du monde de hockey de 1978, 1979 et 1983. Balderis ne fut pas sélectionné par l'équipe soviétique pour les Jeux olympiques d'hiver de 1984 pour des raisons politiques - les équipes soviétiques pour cette période étaient exclusivement russes.
Balderis prend sa retraite du hockey professionnel pour devenir entraîneur au Japon. Il revient en 1989, quand les joueurs soviétiques furent admis dans la Ligue nationale de hockey: il devint ainsi le plus vieux joueur à jamais être repêché, à 36 ans, et le plus vieux à marquer son premier but dans la LNH (37 ans). Il ne jouera qu'une saison avec les North Stars du Minnesota avant de prendre une seconde retraite... qu'il interrompt en 1992 lorsque la Lettonie obtient son indépendance. Il jouera 4 saisons dans le nouveau Championnat de Lettonie de hockey sur glace et prendra part à quelques matches pour l'Équipe de Lettonie de hockey sur glace, jouant le rôle de capitaine, avant de raccrocher ses patins pour de bon. Il fut par la suite entraîneur, puis directeur général de l'équipe nationale lettonne. Aujourd'hui, Balderis est membre de la Fédération lettonne de hockey sur glace (Latvijas Hokeja Federācija ou LHF). Son numéro 19 est retiré par la fédération lettone de hockey sur glace.
Il fut intronisé en 1998 au Temple de la renommée de l'IIHF.

## Réussites et récompenses
- Première équipe d'étoiles du Championnat Soviétique (1977)
- Trophée Izvestia (Meilleur compteur du Championnat Soviétique) (1977, 1983)
- Joueur de l'année du Championnat Soviétique (1977)
- Première équipe d'étoiles du Championnat du monde (1977)
- Meilleur attaquant du Championnat du monde (1977)
- Meilleur compteur du Championnat Letton (1993)

## Carrière internationale
- Joue pour l'URSS au Championnat d'Europe junior de 1971
- Joue pour l'URSS à la Coupe Canada 1976
- Joue pour l'URSS au Rendez-vous de 1976
- Joue pour l'URSS au Championnat du monde de hockey (1976, 1977, 1978, 1979, 1983)
- Joue pour l'URSS à la Challenge Cup de 1979.
- Joue pour l'URSS au Rendez-vous de 1980
- Joue pour l'URSS aux Jeux olympiques d'hiver de 1980.

## Statistiques

### En club
| Saison     | Équipe                   | Ligue      |    | Saison régulière | Saison régulière | Saison régulière | Saison régulière | Saison régulière |    | Séries éliminatoires | Séries éliminatoires | Séries éliminatoires | Séries éliminatoires | Séries éliminatoires |
| Saison     | Équipe                   | Ligue      | PJ | B                | A                | Pts              | Pun              | PJ               | B  | A                    | Pts                  | Pun                  |                      |                      |
| 1977-1978  | CSKA Moscou              | URSS       | 36 | 17               | 17               | 34               | 30               |                  |    |                      |                      |                      |                      |                      |
| 1978-1979  | CSKA Moscou              | URSS       | 41 | 24               | 24               | 48               | 53               |                  |    |                      |                      |                      |                      |                      |
| 1979-1980  | CSKA Moscou              | URSS       | 41 | 26               | 35               | 61               | 21               |                  |    |                      |                      |                      |                      |                      |
| 1980-1981  | Dinamo Riga              | URSS       | 44 | 21               | 22               | 43               | 28               |                  |    |                      |                      |                      |                      |                      |
| 1981-1982  | Dinamo Riga              | URSS       | 42 | 24               | 19               | 43               | 48               |                  |    |                      |                      |                      |                      |                      |
| 1982-1983  | Dinamo Riga              | URSS       | 40 | 32               | 31               | 63               | 39               |                  |    |                      |                      |                      |                      |                      |
| 1983-1984  | Dinamo Riga              | URSS       | 39 | 24               | 15               | 39               | 18               |                  |    |                      |                      |                      |                      |                      |
| 1984-1985  | Dinamo Riga              | URSS       | 39 | 31               | 20               | 51               | 22               |                  |    |                      |                      |                      |                      |                      |
| 1989-1990  | North Stars du Minnesota | LNH        | 26 | 3                | 6                | 9                | 2                | --               | -- | --                   | --                   | --                   |                      |                      |
| Totaux LNH | Totaux LNH               | Totaux LNH | 26 | 3                | 6                | 9                | 2                |                  |    |                      |                      |                      |                      |                      |